# Noron-la-Poterie
Noron-la-Poterie ist eine französische Gemeinde im Département Calvados in der Region Normandie (vor 2016 Basse-Normandie) mit 335 Einwohnern (Stand 1. Januar 2022). Sie gehört zum Arrondissement Bayeux und zum Kanton Trévières. Die Einwohner werden Noronnais genannt.

## Geografie
Noron-la-Poterie liegt etwa elf Kilometer südwestlich von Bayeux am Fluss Drôme. Umgeben wird Noron-la-Poterie von den Nachbargemeinden Agy im Norden und Nordosten, Subles im Nordosten, Saint-Paul-du-Vernay im Osten und Südosten, Castillon im Süden und Südwesten sowie Le Tronquay im Westen.

## Bevölkerungsentwicklung
| 1962                       | 1968 | 1975 | 1982 | 1990 | 1999 | 2006 | 2019 |
| -------------------------- | ---- | ---- | ---- | ---- | ---- | ---- | ---- |
| 239                        | 201  | 218  | 266  | 248  | 289  | 292  | 363  |
| Quellen: Cassini und INSEE |      |      |      |      |      |      |      |

## Sehenswürdigkeiten
- Kirche Saint-Germain aus dem 11. Jahrhundert
- Herrenhaus Le Pont-Senot aus dem 15. Jahrhundert, Monument historique

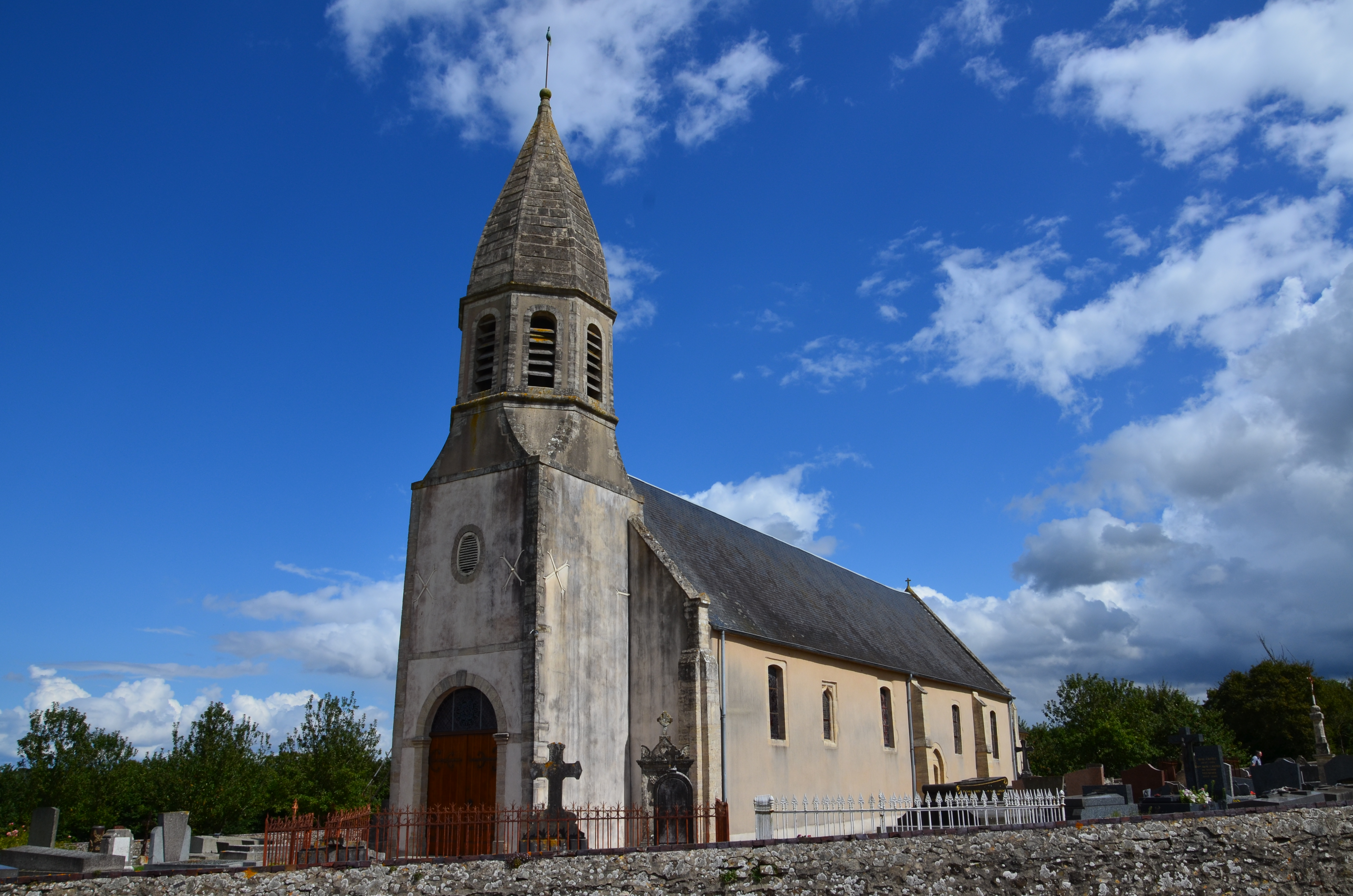
Kirche Saint-Germain
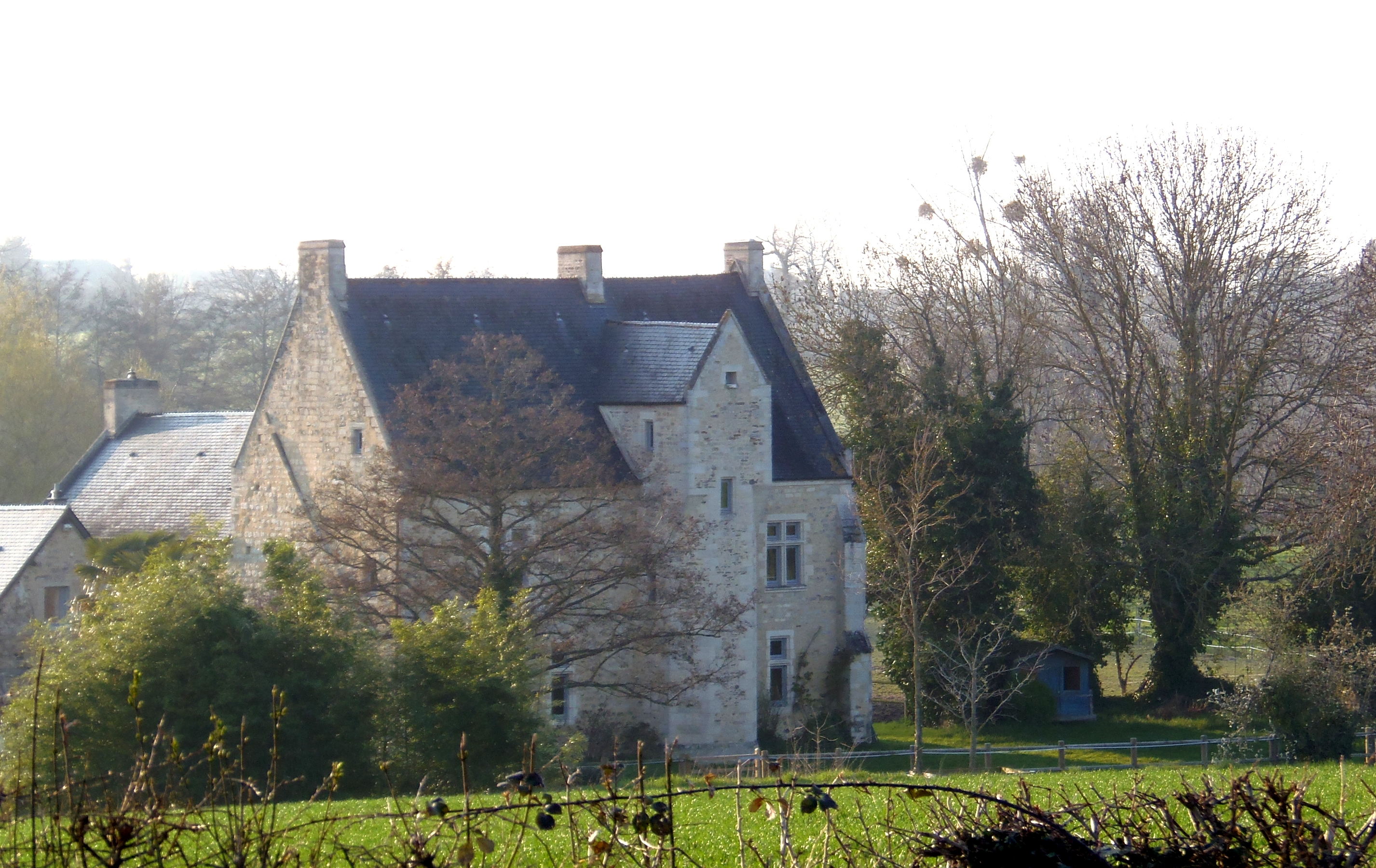
Herrenhaus von Le Pont-Senot